# Hideki Tsukamoto
Hideki Tsukamoto (Nagasaki, 9 augustus 1973) is een voormalig Japans voetballer.

## Carrière
Hideki Tsukamoto speelde tussen 1996 en 2006 voor Avispa Fukuoka en V-Varen Nagasaki.